# Stanotte
Stanotte è un singolo del gruppo musicale italiano Psicologi, pubblicato l'11 settembre 2019.

## Descrizione
Il brano vede la produzione del beatmaker Sick Luke.

## Video musicale
Il video, diretto da Enrico Maspero, è stato pubblicato contestualmente all'uscita del singolo sul canale YouTube della 01'.

## Tracce
1. Stanotte – 2:50